# Jo Martin
Jo Martin, née le 29 avril, 1969, à Newham, Londres (Royaume-Uni), est une actrice britannique.
Elle est connue pour avoir joué le rôle de Natalie Crouch dans la sitcom de BBC One The Crouches (en), diffusée de 2003 à 2005, la neurochirurgienne Max McGerry dans Holby City en 2019, ainsi que le Docteur dans la série de la BBC Doctor Who de 2020 à 2022 et en 2025.

## Filmographie

### Cinéma
- 1988 : Pour la gloire : Pearl
- 2000 : The Jolly Boys' Last Stand : Tina
- 2003 : Cheeky : Zoe
- 2005 : Batman Begins : Personnel de prison
- 2007 : Deadmeat : Melanie
- 2010 : 4.3.2.1. : Examinatrice permis
- 2010 : Human Contagion
- 2015 : Dragonfly : Ruby Thomson
- 2016 : 100 Streets : Marie
- 2018 : Been So Long : Vivienne
- 2019 : Nine Nights : Leonore Haines
- 2019 : Blue Story : la mère de Marco
- 2021 : Two Minutes to Midnight : Ministre de la Paix

### Télévision
- 1989-2004 : The Bill : plusieurs rôles
- 1990 : Birds of a Feather : Joy (épisode Love on the Run)
- 1991 : The Brittas Empire : Mrs Walsh (épisode Bye Bye Baby)
- 1991 : Dodgem : Ruth (3 épisodes)
- 1994 : Desmond's : Angry Mum (épisode O Little Town of Peckham)
- 1996 : Chef! : Rochelle (2 épisodes)
- 1998 : Comedy Nation : plusieurs rôles
- 1998 : Comedy Lab : Mai Mary / Alexis Chidonga (épisode Homie & Away)
- 1999 : The Murder of Stephen Lawrence : Cheryl Soley
- 2001 : Always and Everyone : Paula (1 épisode)
- 2003 : Ma Tribu : 1970s Nurse (1 épisode)
- 2004 : Tunnel of Love
- 2003-2005 : The Crouches : Natalie Crouch
- 2005 : Black Out : Celia Jackson
- 2013 : Wizards vs. Aliens : Elizabeth Hatcher (épisode The Thirteenth Floor, Part One)
- 2014 : EastEnders : Judy Mackintosh (1 épisode)
- 2015 : Together : Gillian (2 épisodes)
- 2016 : Still Open All Hours : greffière (1 épisode)
- 2016 : Our Ex-Wife : médiatrice aux affaires familiales
- 2016 : NW : Marcia
- 2016 : Jonathan Creek : Nina (1 épisode)
- 2002-2018 : Doctors :  plusieurs rôles
- 2002-2020 : Casualty (série télévisée)|Casualty : plusieurs rôles
- depuis 2010 : Holby City : Max McGerry / Sandra Minster
- depuis 2013 : Top Boy : Zoe
- 2018 : The Long Song : Hannah
- 2019 : Affaires non classées : Grace Taylor (double épisode Lift Up Your Hearts)
- 2019 : Fleabag : Pam (1 épisode)
- 2019 : Fully Blown : la mère de Gap C (2 épisodes)
- 2019-2020 : In the Long Run: Yvonne (2 épisodes)
- 2019-2021 : Back to LifeJanice
- 2020 : Liar : la nuit du mensonge : Debbie (1 épisode)
- 2020 : Small Axe (mini-série)|Small Axe : Mrs. Bartholomew (1 épisode)
- 2020-2022 et 2025 : Doctor Who : Le Docteur Fugitif (5 épisodes)
- 2022 : The Flatshare : Pauline